# Curçay-sur-Dive
Curçay-sur-Dive település Franciaországban, Vienne megyében. Lakosainak száma 230 fő (2022. január 1.). Curçay-sur-Dive Ternay, Pas-de-Jeu, Saint-Léger-de-Montbrun, Saint-Martin-de-Mâcon, Glénouze, Ranton és Les Trois-Moutiers községekkel határos.

## Népesség
A település népességének változása:
| Lakosok száma | 212  | 210  | 215  | 213  | 215  | 216  | 217  | 217  | 230  |
|               | 2013 | 2015 | 2016 | 2017 | 2018 | 2019 | 2020 | 2021 | 2022 |